# Official Xbox Magazine
«Official Xbox Magazine» (укр. Офіційний Xbox Журнал) — американський щомісячний журнал про відеоігри, який почав видаватися в листопаді 2001 року під час запуску продажів оригінального Xbox'у. Журнал постачається в комплекті з диском, який містить: демоверсії ігор, відеоролики та трейлери, а також інші матеріали, наприклад, ігри або оновлення для зворотної сумісності ігор від Xbox для Xbox 360, а також ігрові аватари для профілів.
У журналі містяться анонси, рецензії та чіт коди для ігор Xbox, Xbox 360. 22 листопада 2005 року журнал став виходити під логотипом нової консолі Microsoft, Xbox 360. Відтепер у ньому містилися тільки оновлення для сумісності ігор від Xbox, більше нічого від першого Xbox'у у ньому не було. У ньому містяться ігрові рецензії, анонси, Xbox Live демоверсії ігор. У ньому пишуться огляди для всіх ігор Xbox, Xbox 360 та Xbox Live, а також на завантажуваний контент та пакети із розширенням ігрових можливостей.